# Собор в Труа (878)
Церковный собор в Труа (фр. Concile de Troyes) — поместный собор, состоявшийся в августе 878 года во французском городе Труа. Его целью было рассмотреть дело Бернара Готского, который присвоил имущество церкви и восстал против короля Западно-Франкского королевства Людовика II Заики.

### Предыстория собора
Папа римский Иоанн VIII, преследуемый как сарацинами, так и римскими священнослужителями, приехал в Западно-Франкское королевство, чтобы попросить о помощи. Его принял в начале мая 878 года граф Бозон Вьеннский в городе Арль, где они оставались несколько месяцев. После чего Бозон сопроводил папу римского в Труа, где и был организован церковный собор, чтобы вынести решение о расстройствах в королевстве.

### Решение собора
Решением церковного собора Бернар Готский и его брат Эменон были признаны виновными и отлучены от церкви, а обширные владения Бернара были разделены между несколькими графами.
По окончании собора папа римский попросил короля Людовика II Заику сопроводить его в Рим, обещая короновать его там императорской короной Италии, но король отклонил это предложение вследствие своей болезни. В результате в Рим папу сопровождал Бозон, который заключил соглашение о том, чтобы короноваться королём Италии.